# Reprezentacja Aragonii w piłce nożnej mężczyzn
Piłkarska reprezentacja Aragonii w piłce nożnej – zespół, reprezentujący Aragonię, jednak nie należący do FIFA, ani UEFA.

## Mecze międzynarodowe
| Data       | Miejsce spotkania | Gospodarz          | Wynik | Gość            |
| ---------- | ----------------- | ------------------ | ----- | --------------- |
| 28-12-2006 | Saragossa         | Aragonia           | 1 - 0 | Chile           |
| 01-06-2002 | Saragossa         | Aragonia           | 3 - 0 | Kastylia i León |
| 19-05-1989 | Soria             | Kastylia i León    | 1 - 1 | Aragonia        |
| 11-06-1950 | Saragossa         | Aragonia           | 6 - 0 | Basses-Pyrénées |
| 21-05-1950 | Pau               | Basses-Pyrénées    | 4 - 4 | Aragonia        |
| 22-06-1930 | Saragossa         | Aragonia           | 3 - 1 | Katalonia       |
| 21-04-1924 | Saragossa         | Aragonia           | 2 - 1 | Kantabria       |
| 20-04-1924 | Saragossa         | Aragonia           | 2 - 0 | Kantabria       |
| 09-03-1924 | Santander         | Kantabria          | 3 - 0 | Aragonia        |
| 1918       | Walencja          | Wspólnota Walencka | 3 - 0 | Aragonia        |
| 1918       | Walencja          | Wspólnota Walencka | 5 - 0 | Aragonia        |

## Reprezentanci
- César Laínez
- Joaquín Moso Hernández
- Javier Sánchez Broto
- Miguel Alfonso Lobez
- Alberto Belsúe
- Cani
- Luis Carlos Cuartero
- Daniel Aso Ferrer
- Rafael Riaño Torrecilla
- Pablo Alfaro
- Álvaro Arbeloa
- Juanjo Camacho
- Rubén Falcón
- Ángel Lafita
- Antonio Longás
- Rubén Pérez
- Jesús García Sanjuán
- Luis Milla
- Javier Monforte Rubio
- Jorge Pina Roldán
- José Manuel Rodriguez Romeo
- Fernando Soriano Marco
- Joaquín Sorribas Ariño
- Salillas
- Jesús Hernández Seba
- Txiki
- Héctor Bosque
- Víctor Daniel Bravo
- Chus Herrero
- Alberto Zapater